# Herbert Brooks
Pour les articles homonymes, voir Brooks.
Temple de la renommée : 2006
Temple de la renommée de l'IIHF : 1999
Temple de la renommée américain : 1990
Herbert Paul Brooks (5 août 1937 - 11 août 2003) est un joueur, puis entraîneur américain de hockey sur glace.
Le 13 novembre 2006, Brooks est admis au Temple de la renommée du hockey. Son fils, Dan, le représente pour recevoir cet honneur.

## Ses débuts en tant que joueur
Né à Saint Paul dans le Minnesota il joue dans l'équipe de hockey de l'école de sa ville natale (Johnson High School) et gagne en 1955, le championnat de l'État. À propos de cette victoire, Brooks dira souvent qu'il s'agit de son plus grand succès car l'équipe comptait alors tous ses amis.
Plus tard, il rejoint l'université du Minnesota et participera avec l'équipe des États-Unis de hockey sur glace  aux Jeux olympiques en 1964 et 1968. Il ne participe pas à l'édition de 1960 en raison d'une blessure récoltée la semaine avant les Jeux et assistera à la victoire en finale de ses copains devant la télévision.
Plus tard, il devient entraîneur de l'équipe de l'Université du Minnesota (les Golden Gophers) avec qui il gagnera trois titres de champion de la NCAA (en 1974, 1976 et 1979).

## Tournoi des Jeux olympiques de 1980
Il est l'entraîneur de l'équipe des États-Unis de hockey sur glace qui prend part au tournoi des Jeux olympiques de 1980. L'équipe est alors uniquement formé de jeunes joueurs universitaires. L'équipe se qualifie miraculeusement pour les phases finales de la compétition mais tombe en demi-finale contre l'équipe de l'URSS.
Cette dernière a gagné les quatre dernières éditions des Jeux olympiques et compte bien continuer sur sa lancée. Aux yeux de tous les observateurs, les Soviétiques ne vont faire qu'une bouchée des jeunes menés par Brooks et Craig Patrick mais le score final est de 4 buts à 3 pour les Américains. L'équipe américaine ira ensuite jusqu'au bout du rêve en battant l'équipe de Finlande de hockey sur glace pour la médaille d'or.
Ainsi, Herb Brooks devient le responsable du renommé Miracle sur glace

## Après 1980
Au retour des jeux, il devient entraîneur du club suisse de HC Davos de la Ligue Nationale A mais il n'y restera qu'une saison avant de devenir entraîneur pour les Rangers de New York de la Ligue nationale de hockey et devient l'entraîneur le plus rapide de l'histoire des Rangers à enregistrer 100 victoires.
Il changera ensuite plusieurs fois de franchise (North Stars du Minnesota et Devils du New Jersey) avant de prendre une pause dans son histoire avec le hockey à la fin de la saison 1992-1993 de la LNH.
En 1990, il est admis au Temple de la renommée du hockey américain ainsi qu'au temple de la renommée de la Fédération internationale de hockey sur glace en 1999.
Il revient en tant qu'entraîneur de l'équipe de France de hockey sur glace pour les Jeux olympiques de 1998 et revient dans la LNH avec les Penguins de Pittsburgh pour la saison 1999-2000 de la LNH puis sera recruteur pour les Penguins jusqu'au jour de sa mort.
Entretemps, il aura encore une fois entraîné l'équipe américaine pour les Jeux olympiques de 2002 (médaille d'argent).

## Sa mort et son héritage
Brooks meurt dans un accident de voiture en août 2003 seulement six jours après avoir fêté son 66e anniversaire. Il se pourrait que Brooks se soit endormi après une nuit blanche passée au volant.
Brooks a été interprété par l'acteur Kurt Russell dans le film sorti en 2004 Miracle relatif au Miracle sur glace et Brooks a été consultant pendant le tournage du film.
Pour le 25e anniversaire de l'évènement, la patinoire qui a vu la victoire de l'équipe Américaine a été renommée Herb Brooks Arena. 